# Mi vida como hombre
Mi vida como hombre es la séptima novela del autor estadounidense Philip Roth.

## Resumen del argumento
La novela está separada en dos partes. La primera, titulada «Ficciones útiles», consiste de dos cuentos cuyo protagonista es un personaje llamado Nathan Zuckerman y la segunda parte, titulada «Mi verdadera historia,» es una memoria narrada en primera persona por Peter Tarnopol, un escritor judío que escribió los cuentos de la primera sección.

## Temas
Mi vida como hombre es la primera obra de Roth que aborda el tema de la relación de un escritor con su trabajo, el cual retomaría en novelas subsecuentes. En su memoria Los hechos, Roth reveló que gran parte de la vida de Tarnopol está basada en sus propias experiencias, en específico su conflictivo matrimonio con Margaret Martinson, el cual es representado en la relación entre Peter y su esposa Maureen.
En The New York Times Book Review el crítico Morris Dickstein comparó la novela a su predecesora Portnoy's Complaint, indicando que «ningún escritor, ni siquiera Mailer o Lowell, ha contribuido tanto al clima confesional que Philip Roth. Gracias a Portnoy's Complaint una buena porción de la literatura contemporánea viene directamente de las horas que el escritor pasa en el sofá».